# Rue Charles-Lauth
La rue Charles-Lauth est une voie du 18e arrondissement de Paris, en France.

## Situation et accès
La rue Charles-Lauth est une voie publique située dans le 18e arrondissement de Paris. Elle débute au 18, boulevard Ney et se termine au 2, rue Gaston-Tissandier.

## Origine du nom

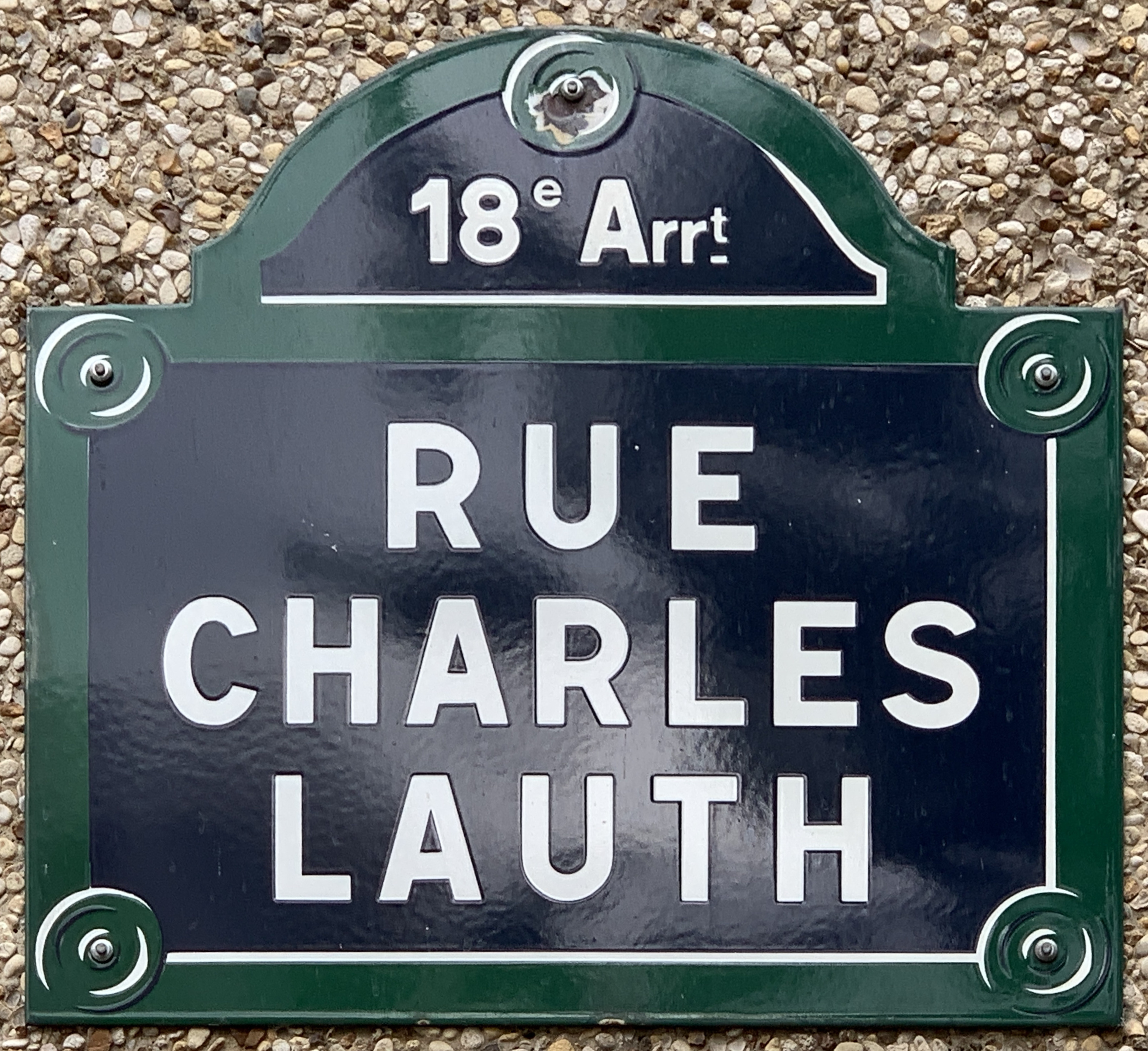
Plaque de la rue.

Son nom est celui du chimiste Charles Lauth (1836-1913), inventeur du colorant, le violet de Lauth. Il mit au point une méthode d'extraction d'aldéhydes aromatiques pour l'industrie du parfum. Il est à l'origine de la création de l'École supérieure de physique et de chimie industrielles de la ville de Paris. Il conçut une nouvelle céramique et dirigea la Manufacture de Sèvres.

## Historique
La rue a été ouverte par l'Office public d'habitations de la Ville de Paris et a pris sa dénomination actuelle en 1934, sur l'emplacement du bastion no 32 de l'enceinte de Thiers.
Elle est située dans le périmètre de la ZAC Gare des Mines-Fillettes.